# Stanislav Doležal
Stanislav Doležal (* 15. února 1961) je český výtvarník, historik umění, kurátor výstav, fotograf, hudebník, buddhista, znalec uměleckého, filosofického a duchovního odkazu Františka Drtikola, autor a editor (majitel) nakladatelství Svět.

## Život

### Studia
Stanislav Doležal se narodil 15. února 1961. Je absolventem Matematicko-fyzikální fakulty Karlovy Univerzity v Praze, ale studoval také jiné obory: dějiny umění, kaligrafii, fotografii, hru na tibetské mísy a alikvotní zpěv. V roce 2019 získal na americké univerzitě titul Art.D. (Doctor of Arts).

### Mystika, buddhismus, dzogčhen
Jeho život byl zásadním způsobem formován poté, co se v roce 1980 seznámil s osobností, fotografickým dílem a životní filozofií mystika (praktika východních duchovních směrů) a zakladatele českého buddhismu Františka Drtikola (1883–1961). Studiu a meditační praxi buddhismu se pak Stanislav Doležal dále věnoval a to již od svého mladého věku. Postupem času vyhledával a osobně kontaktoval pamětníky Františka Drtikola, tedy především jeho přátele a také žáky. Asi v polovině 80. let 20. století se Doležal spřátelil s Drtikolovým žákem – amatérským hudebníkem, hudebním skladatelem, malířem a fotografem Evženem Šteklem (1921–2001), který byl jedním z mála nositelů buddhistického učení podle Fráni Drtikola. A byl to právě Evžen Štekl, kdo se stal jedním z Doležalových duchovních učitelů. Stanislav Doležal je praktikujícím Drtikolova Učení a tibetského buddhismu a zároveň je šiřitelem a pokračovatelem jak jeho uměleckého, tak i duchovního odkazu. V polovině 90. let 20. století se Doležal seznámil s naukou dzogčhenu. Tuto nauku předával tibetský mistr Namkhai Norbu Rinpočhe a Doležal se stal jeho žákem.

### Drtikol a nakladatelství Svět
Dlouhodobý badatelský Doležalův zájem o osobnost Františka Drtikola zcela logicky vyústil v systematické zmapování jeho malířského díla ve světle Mistrovy osobní filosofie a duchovních aspektů. A byl to právě S. Doležal, kdo v roce 1987 kontaktoval česko-francouzskou historičku umění (se specializací na kritiku umělecké fotografie) PhDr. Annu Fárovou (1928–2010) a navázal s ní úzkou odbornou spolupráci (ta se manifestovala v několik společných výstavních, knižních a jiných projektech). Stanislav Doležal přetavil své znalosti o „Drtikolově světě“ do řady výstav a přednášek věnovaných „Fráňovi“ jako umělci i jako mystikovi. Jedna z významných výstav uspořádaných Doležalem (jeden z kurátorů výstavy) se uskutečnila v pražské Galerii Rudolfinum v roce 1998 (a později reprízována a převedena do „knižní formy“). Výstava nesla název „František Drtikol – fotograf, malíř, mystik“ a široké veřejnosti prezentovala nově a komplexně osobnost Františka Drtikola v plné jeho umělecké plastičnosti spojené s principy jeho životní filosofie.
Stanislav Doležal také připravil pro tisk několik publikací s tematikou „Drtikol“. Nakladatelství Svět, jehož je Doležal autorem a editorem bylo založeno v roce 2001. V samostatné edici nazvané Edice Drtikol se toto nakladatelství orientuje hlavně na umělecký, filosofický a duchovní odkaz Františka Drtikola. Cílem uvedené edice je postupně vydávat komentované, zpracované a přesto však autentické textové a obrazové materiály Františka Drtikola. Projekt si klade za cíl předložit veřejnosti systematizované, uspořádané, ucelené a v co nejvěrnější podobě prezentované umělecké a duchovní dědictví F. Drtikola, aby jej bylo možno považovat za výchozí pramen k poznání Drtikolovy osobnosti a jeho Učení.
V Mezinárodní soutěži o nejlepší fotografickou publikaci východní Evropy 2013–2014 získala kniha František Drtikol: etapy života a fotografického díla: secese, art deco, abstrakce (nakladatelství Svět, rok vydání 2012) čestné uznání v kategorii „historická fotografie“.

### Hudba
Další speciální doménou vícevrstevné Doležalovy umělecky orientované osobnosti je hudba na tibetské mísy, gongy, tibetské šengy a další „zvukově spřízněné“ hudební nástroje. (V České republice je označován za průkopníka hry na tyto „meditativní“ hudební instrumenty.) Není divu, že je autorem a spoluautorem několika hudebních projektů, happeningů a nahrávek vydaných na zvukových nosičích CD. Věnuje se rovněž sólovému koncertnímu vystupování a to jak v České republice tak i v zahraničí. V rámci Klubu přátel Mezinárodního festivalu Pražské jaro prezentoval svoji hudební produkci na několika koncertních cyklech. Tibetskou meditativní hudbu předvádí i v tuzemsku většinou při příležitosti oslav pohyblivého tibetského svátku Losar spojeného s oslavou „Nového roku“, který připadá většinou na únorové dny.

Ilustrační fotografie
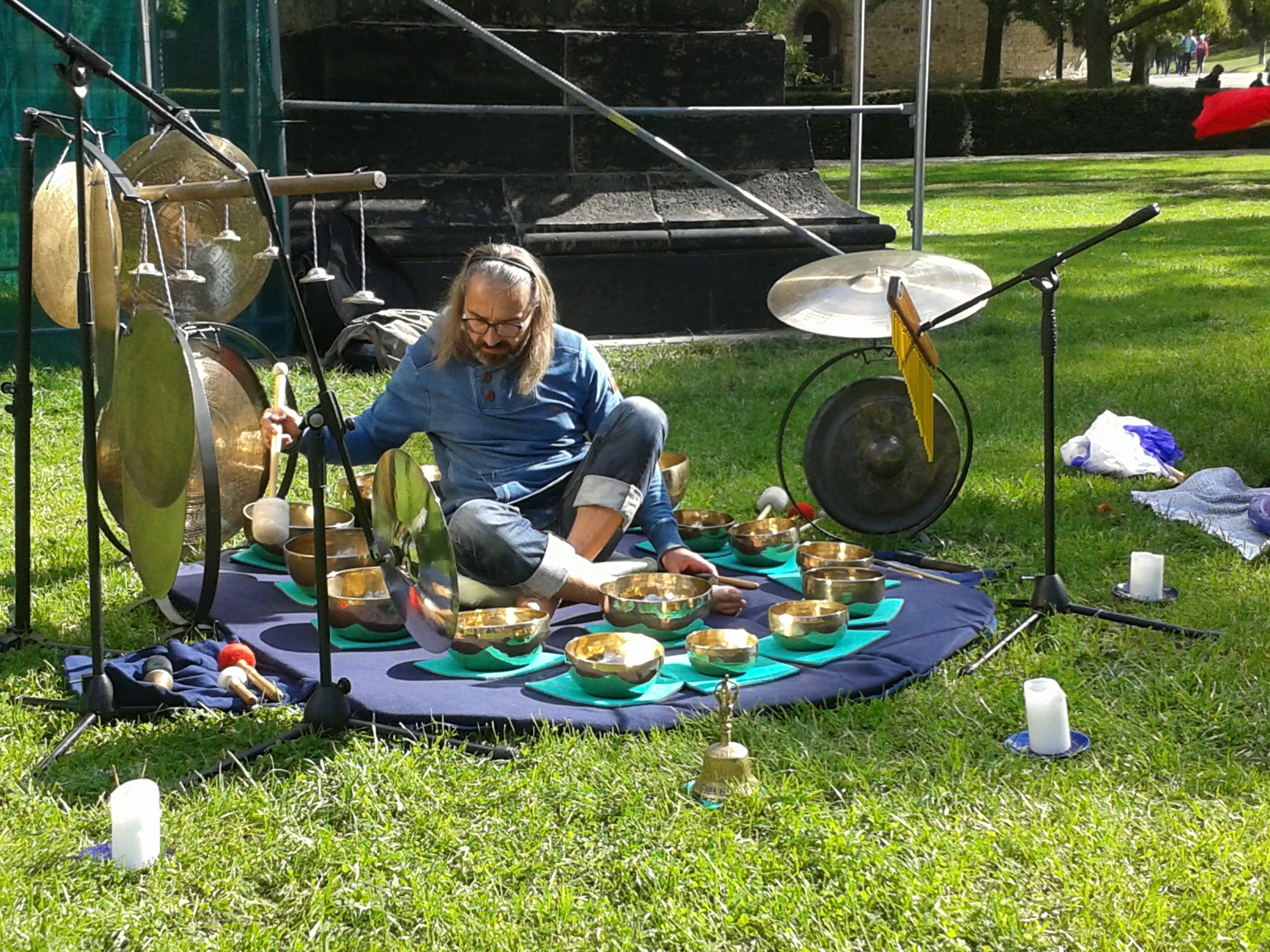
Hráč na tibetské mísy a gongy (Vegefest 2018)
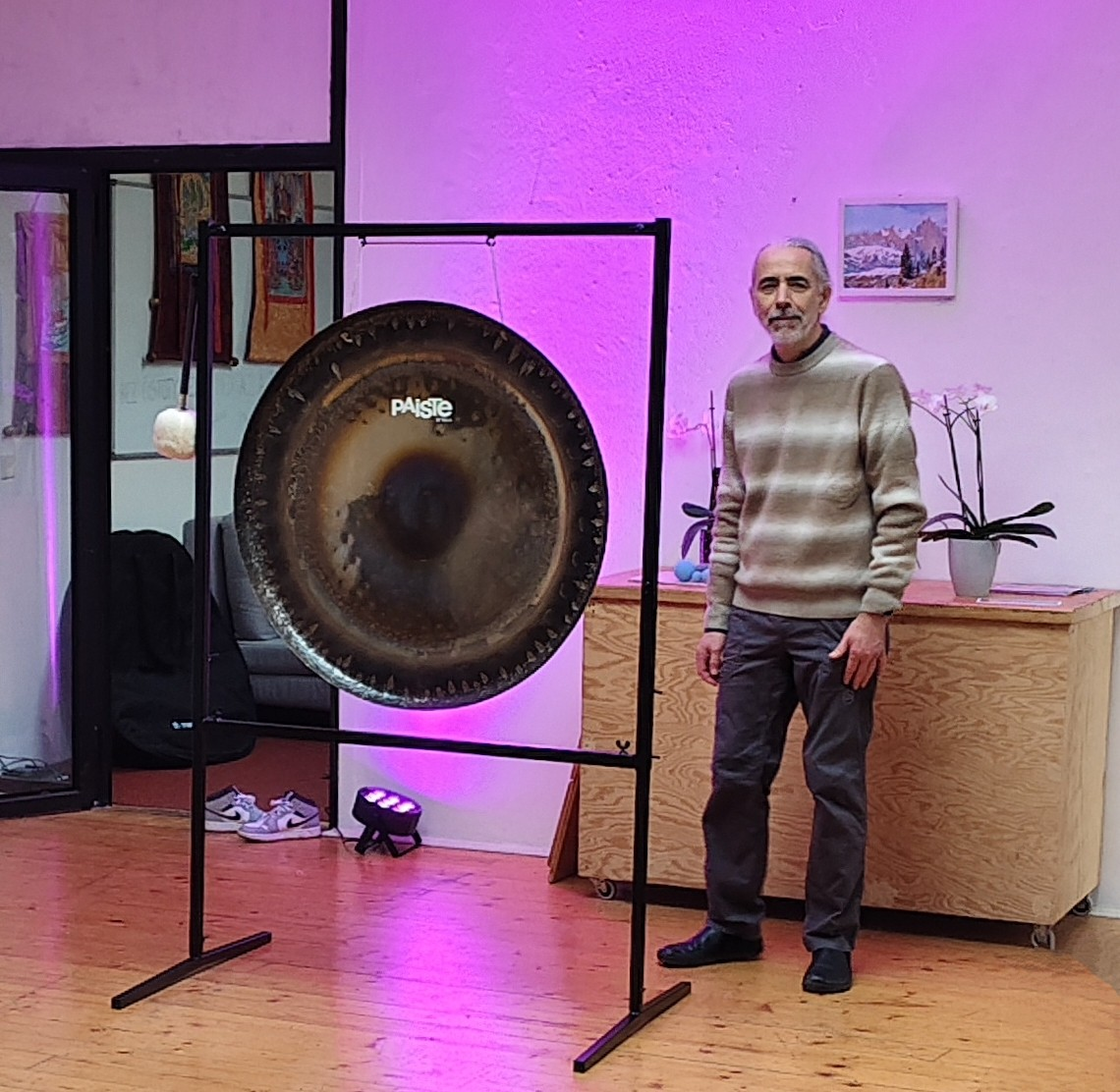
Stanislav Doležal a symfonický gong (Losar 2025)
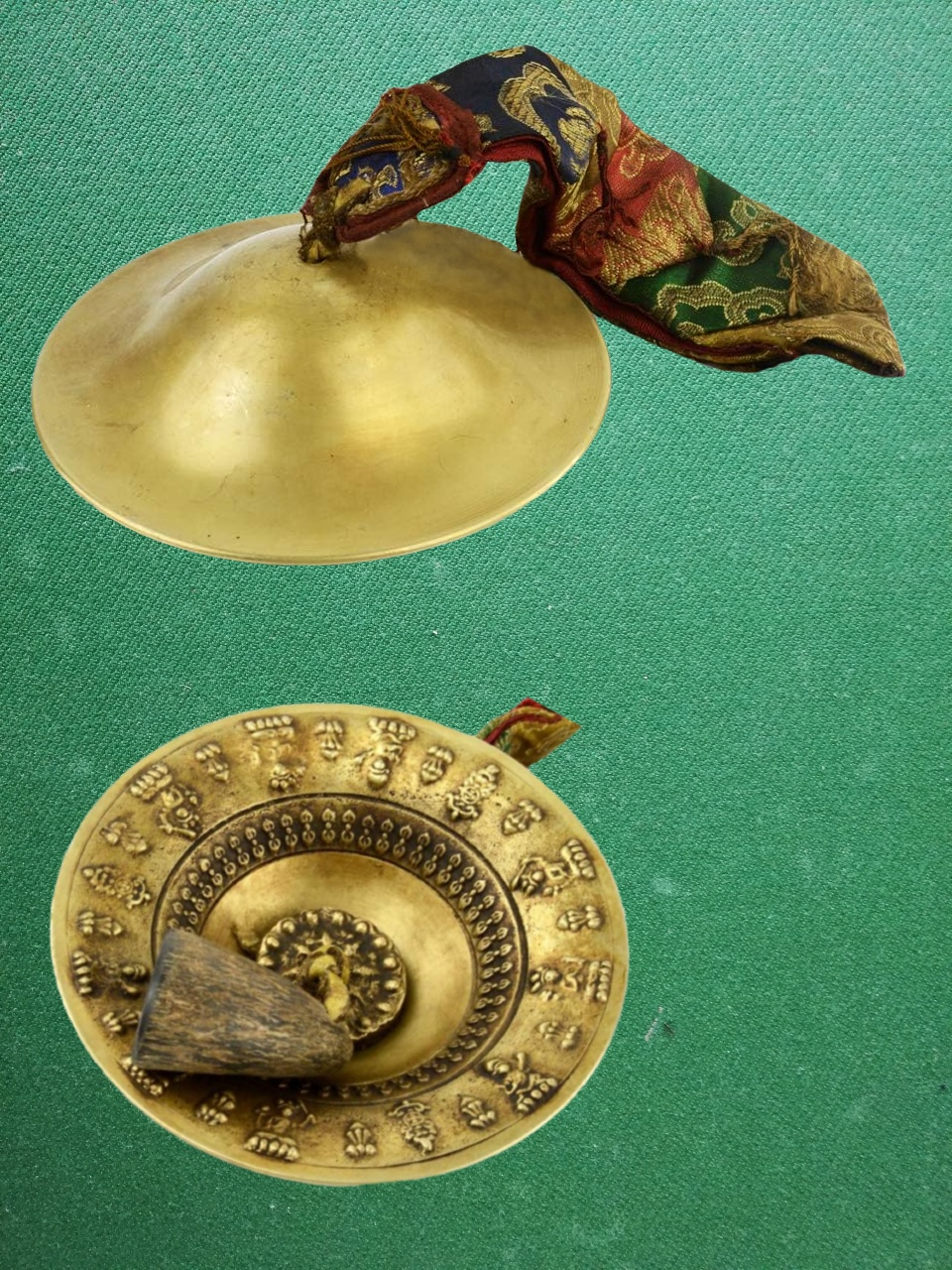
Šeng (nahoře pohled z vnějšku , dole pohled do útrob)
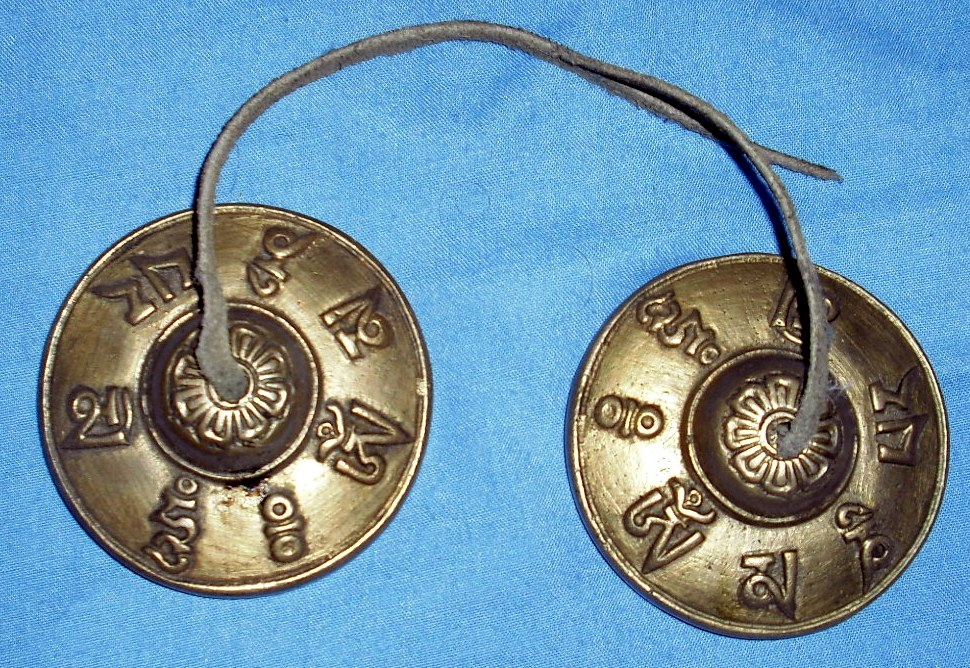
Tingša (tibetské činelky)

## Publikační činnost (výběr)
- Doležal, Stanislav a Neuman, Saša (* 16. prosince 1958). Byť na jeden jediný den... = If only for a single day. Praha: nakladatelství Svět ve spolupráci se Sašou Neumanem, 2020, 2020. 32 nečíslovaných stran. ISBN 978-80-87201-38-1;
- Drtikol, František a Doležal, Stanislav, ed. Duchovní cesta. Druhé, rozšířené a upravené vydání. Praha: nakladatelství Svět, 2018–2019. 2 svazky (400; 396 stran). edice: Drtikol. ISBN 978-80-87201-18-3;
- Drtikol, František a Doležal, Stanislav, ed. František Drtikol: duchovní cesta. 2. Druhé, rozšířené a upravené vydání. Praha: nakladatelství Svět, 2019; 396 stran. edice Drtikol. ISBN 978-80-87201-37-4.;
- Drtikol, František, Fárová, Anna a Doležal, Stanislav, ed. František Drtikol: etapy života a fotografického díla: secese, art deco, abstrakce. Vydání 1. Praha: nakladatelství Svět, 2012 2 svazky (99 stran + 139 stran + obrazové přílohy 226 stran). ISBN 978-80-87201-01-5;
- Drtikol, František a Doležal, Stanislav, ed. Duchovní cesta. Svazek 2. Vydání 1. Praha: nakladatelství Svět (nakladatelství a vydavatelství Stanislav Doležal), 2008; 397 stran; ISBN  978-80-87201-00-8;[1]
- Drtikol, František a Doležal, Stanislav, ed. Pracovní kniha fotografií = [Workbook of photographs]. Překlad Kathleen Hayes. Praha: nakladatelství Svět, 2006. [14] stran, [76] l.; (973 fotografií a pracovní poznámky autora); ISBN 80-902986-7-2;
- Drtikol, František a Doležal, Stanislav, ed. Duchovní cesta. Vydání 1. Praha: nakladatelství Svět, 2004–2008. 2 svazky (397 stran + 400 stran + 124 obrazových příloh). ISBN 80-902986-6-4;
- Drtikol, František a Doležal, Stanislav, ed. Duchovní cesta. Vydání 1. Praha: nakladatelství Svět, 2004; 397 stran; ISBN 80-902986-6-4;
- Oči široce otevřené, Svět, nakladatelství a vydavatelství Stanislav Doležal, Praha 2002;[1]
- Drtikol, František a Doležal, Stanislav, ed. Deníky a dopisy z let 1914-1918 věnované Elišce Janské. Vydání 1. Praha: nakladatelství Svět, 2001; 174 stran; ISBN 80-902986-0-5. (Deníky a dopisy Františka Drtikola, z let kdy sloužil na vojně, literárně i myšlenkově inspirované platonickou láskou k Elišce Janské a ilustrované kresbami.);[1]
- Drtikol, František. František Drtikol - fotograf, malíř, mystik. Praha: Galerie Rudolfinum, 1998. (264) stran v růz. str. ISBN 80-902194-4-6. (katalog výstavy);
- Štekl, Evžen. Síla moudrosti: Interpretace učení Fráni Drtikola. 1. vydání. Praha: nakladatelství DharmaGaia, 1992; 120 stran. ISBN 80-901225-1-5;
- Úvod do buddhismu, Nakladatelství Radost, Praha 1990 (fotografie S. Doležala);[1]

## Hudební nosiče (výběr)
- Sedláček, Ivo, Bělík, Zbyněk a Doležal, Stanislav. Barvy listí (hudebnina). 2. vydání; Jablonec nad Nisou: Savita Music, 1999; 1 CD-ROM;
- Fontana. Barvy listí = Colour of the leaves (zvukový záznam). Dolní Lhota: Spirála, 1999. 1 zvuková deska (55 minut 19 sekund);
- Zvuk (Koncert pro tibetské mísy), 1999; Nakladatelství Radost, Praha (CD–ROM);[1]
- Do ticha noci = Beyond the silence of night (zvukový záznam). [Slovensko?]: NASO, 1995, 1995. 1 audiodisk (48 minut, 56 sekund);
- Probuzení = Awakening (zvukový záznam). [Slovensko?]: NASO, 1995, 1995. 1 audiodisk (25 minut, 59 sekund. ; 22 minut, 19 sekund);
- Doležal, Stanislav. Zvuk = Sound: koncert pro tibetské mísy = concert for tibetian bowls (zvukový záznam). Praha: Pragma, 1993. 1 zvuková kazeta (79 minut a 42 sekund). Radost hrát;
- Meditace pro sedm, Nakladatelství Radost, Praha 1993 (CD–ROM)[1]

## Výstavy

### Autorské
- 1987: Stanislav Doležal: Obrazy a kaligrafie, Rychta baráčníků malostranských, Praha;[1]
- 1988: Stanislav Doležal: Kaligrafie, M-klub, Karlovy Vary (Karlovy Vary);[1]
- 1993: Stanislav Doležal: Černobílé imaginace, Dobrá čajovna, Praha 1;[1]
- 1996: Stanislav Doležal: Svět vnější a vnitřní, Galerie Vyšehrad (nad Libušinou lázní), Praha;[1]
- 1999: Stanislav Doležal: Svět vnější a vnitřní, Dobra Fotogalerie, Praha;[1]
- 2020: Stanislav Doležal: Byť na jeden jediný den..., Tibet Open House, Praha[1]

### Kolektivní
- 1995: Tibet, Pražský dům fotografie (1991-1997), Praha;[1]
- 2002: Nejkrásnější české knihy roku 2001, Památník národního písemnictví, Praha;[1]
- 2003: Nejkrásnější české knihy roku 2002, Památník národního písemnictví, Praha[1]

### Kurátor
- 1998: František Drtikol: Fotograf, malíř, mystik, Galerie Rudolfinum, Praha;[1]
- 2001: Deníky Františka Drtikola, Památník národního písemnictví, Praha[1]

### Úvodní slovo
- 2013: František Drtikol: Grafická tvorba, Galerie Františka Drtikola, Příbram;[1]
- 2013: František Drtikol: Matka země, Galerie Vltavín, Masarykovo nábřeží, Praha;[1]
- 2019: František Drtikol: Vše z nitra / grafická tvorba, Tibet Open House, Praha[1]